# Triforium

Schéma d'un triforium (d'après Notre-Dame de Chartres).

Le triforium (terme issu du vieux français « trifoire » venu lui-même du latin transforare, « percer à jour ») est un passage étroit aménagé dans l'épaisseur des murs au niveau des combles sur les bas-côtés de la nef d’une grande église. Utilisé essentiellement en architecture médiévale (à partir du XIe siècle), le triforium est un composant essentiel de l'élévation interne dans l'architecture gothique.
Situé au-dessus des grandes arcades ou des tribunes, ce passage qui horizontalise l'élévation interne ouvre sur l'intérieur de l'édifice (nef, transept ou abside) par une série régulière de petites arcades qui occupent toute la largeur de la travée (triforium continu) ou seulement une partie. Par son étroitesse et sa construction, le triforium, qui n'a pas de vocation liturgique, se distingue fondamentalement de la tribune, qui est une galerie supérieure.
Un « faux triforium » est une arcature à jour ouvrant sur un comble sans qu'il y ait passage ou une arcature aveugle plaquée contre le mur au-dessus des grandes arcades, simulant un triforium.

## Historique
L'histoire de l'architecture religieuse est notamment marquée par l'évolution de l'élévation interne des églises.
L'église dans l'architecture romane peut avoir une seule élévation (un étage de grandes arcades), une double élévation (deux étages : grandes arcades et tribunes) ou une triple élévation (trois étages : grandes arcades, tribunes et fenêtres hautes).
Au début de la période gothique, certaines églises (cathédrale de Noyons, Laon, Sens et Paris) ont une élévation à quatre étages, grandes arcades, tribunes, triforium et fenêtres hautes. Le développement de l'arc-boutant qui a pour fonction le contrebutement de l'édifice voit la disparition progressive des deux éléments qui avaient ce rôle dans l'architecture romane, les contreforts et les tribunes, ces dernières étant alors remplacées par le triforium. Initialement aveugle (car masqué par le toit en appentis des bas-côtés, il est ouvert uniquement sur l'intérieur puis devient ajouré à partir des années 1235-1245 à la basilique Saint-Denis et à la cathédrale de Troyes, grâce à l'adoption des toitures plates ou en bâtière. Le gothique rayonnant voit l'ouverture du triforium à claire-voie, couronnée d’un gable qui se marie avec les remplages des fenêtres hautes. Le gothique flamboyant se caractérise par la suppression du triforium, les fenêtres hautes descendant jusqu’au niveau des grandes arcades, ce qui donne un éclairage encore plus intense. D'autres éléments décoratifs peuvent tenir lieu de triforium, comme des oculus.
Dans l'architecture normande, les architectes comblent la suppression du triforium en maintenant une division intermédiaire sous la forme d'une coursière limitée par une balustrade ajourée à la base des fenêtres hautes (le clergé pouvait y accéder pour certaines célébrations), restant ainsi fidèle aux élévations tripartites.
Les historiens de l'art, sur la base de découvertes de traces de badigeon révélées sur les élévations intérieures, pensent que les arcatures aveugles des triforiums étaient ornées de couleurs. Elles devaient être source de lumière autant qu'un vitrail, tant par la nature lumineuse du matériau que par les peintures qui composaient une couronne céleste autour du sanctuaire.

## Galerie

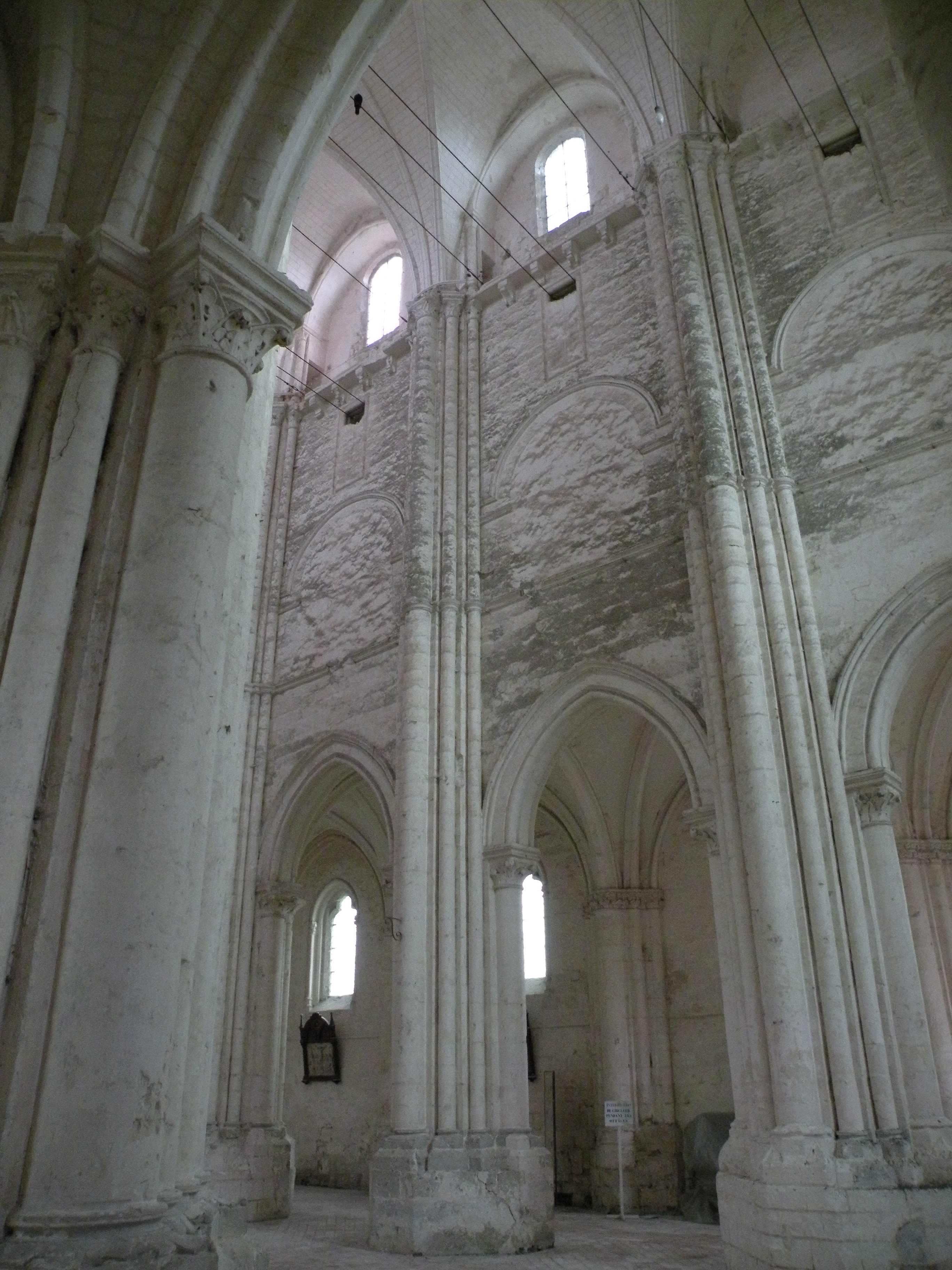
Ébauche de triforium avec des baies rectangulaires, abbaye Saint-Germer-de-Fly.
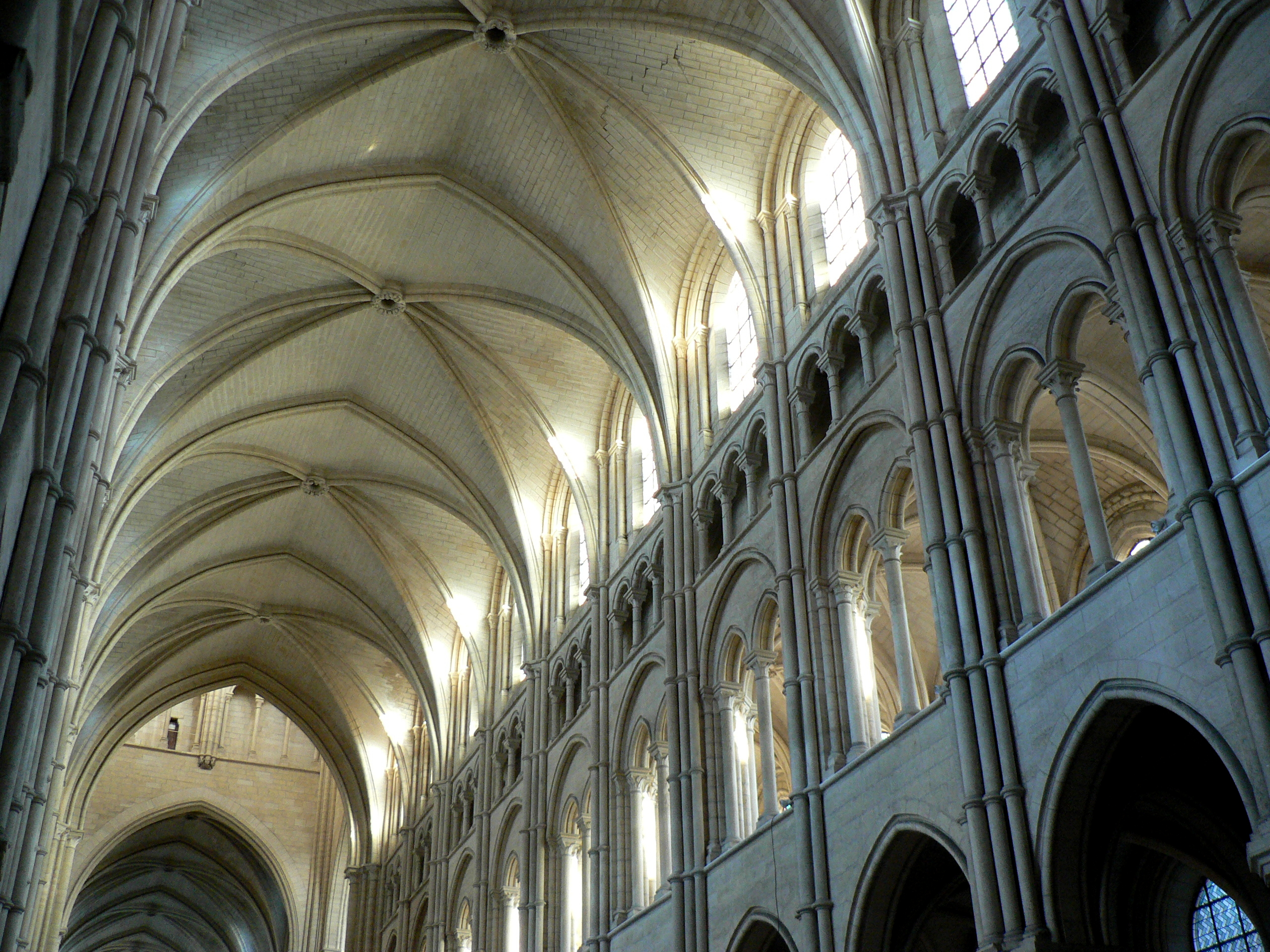
Élévation à quatre niveaux (grandes arcades, tribunes, triforium et fenêtres hautes), cathédrale de Laon.
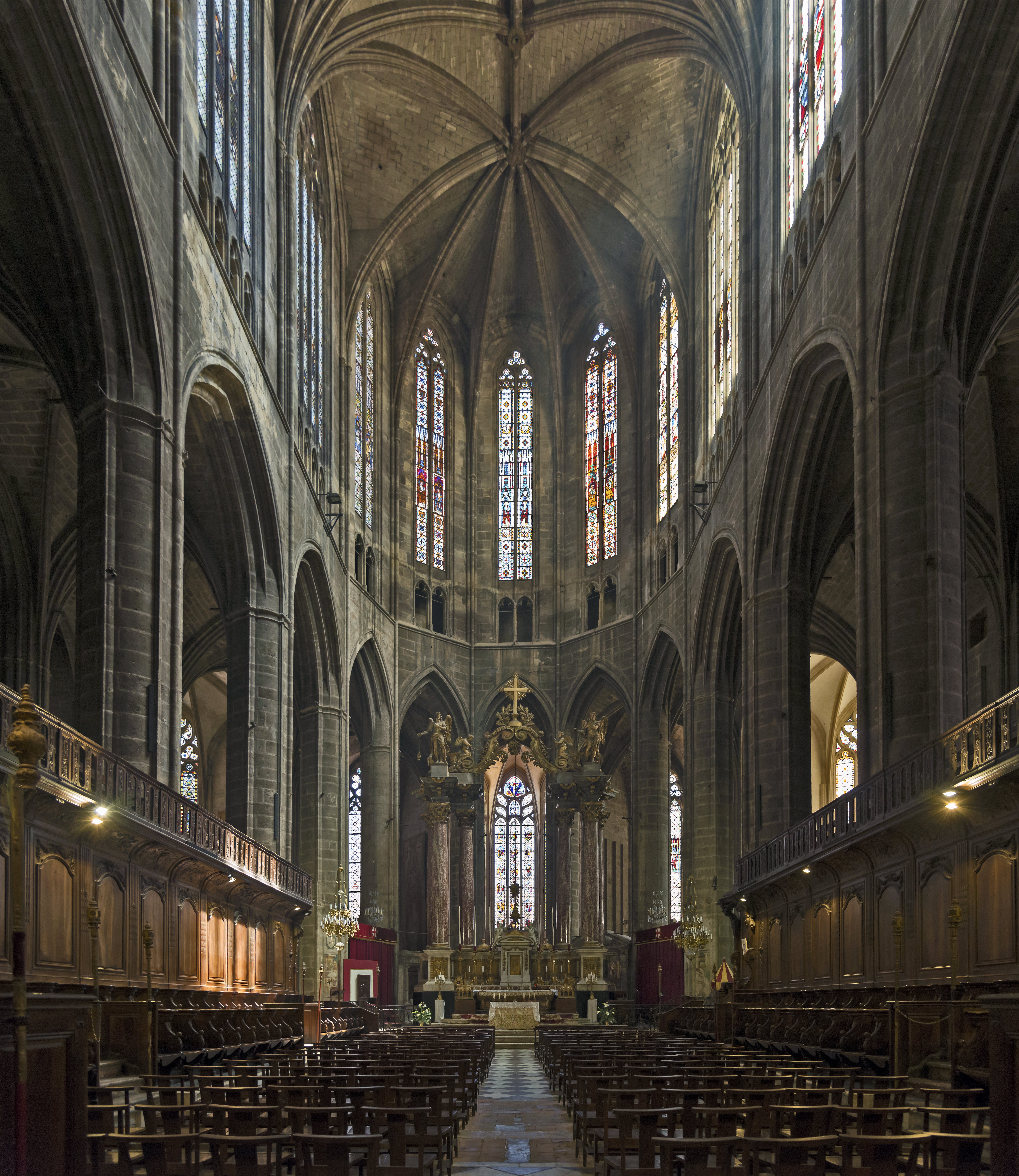
Le triforium à baies géminées contourne les piles dans la cathédrale de Narbonne.
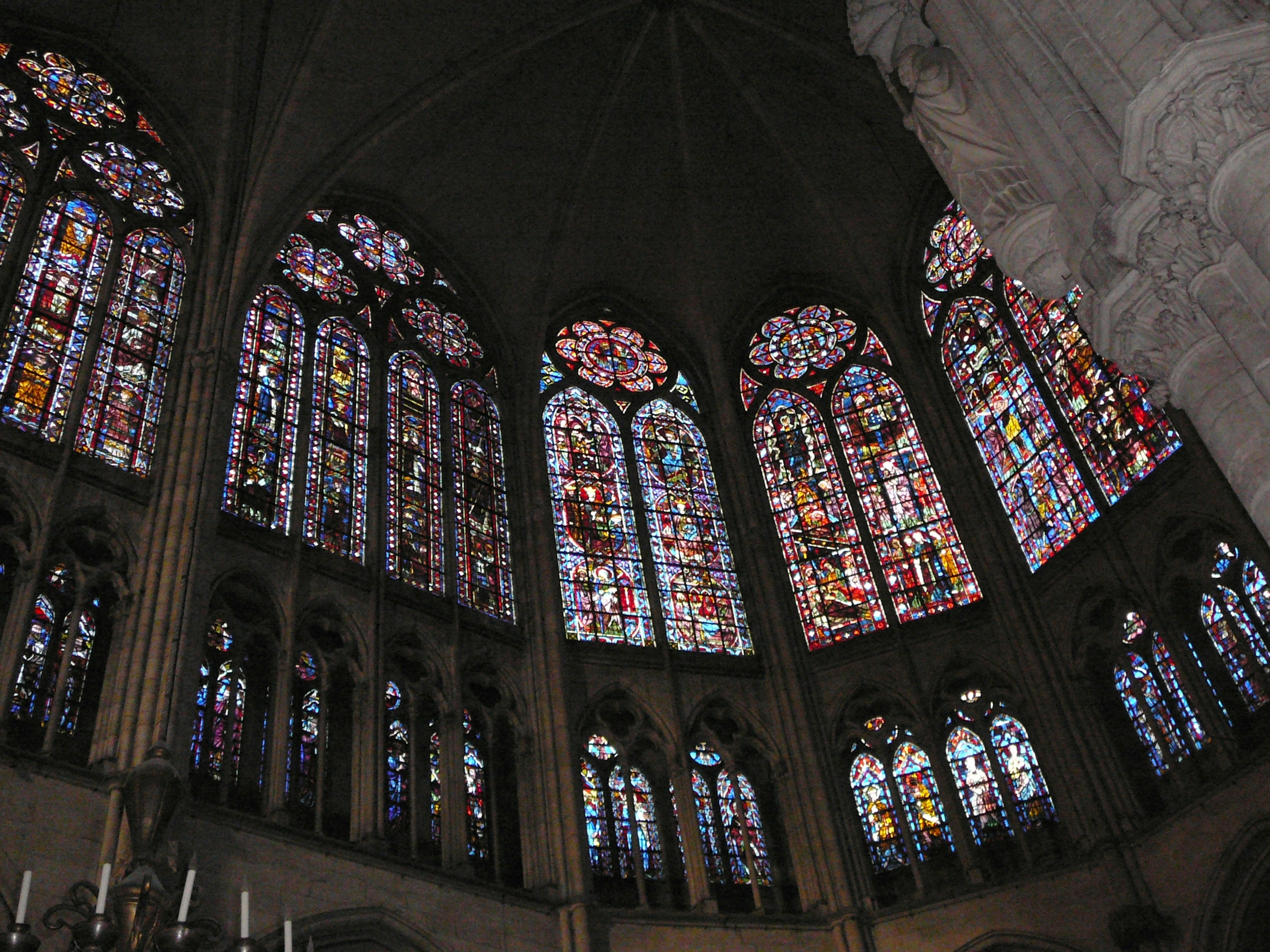
Exemple très précoce de claire-voie, le triforium du chœur de la cathédrale de Troyes est ajouré par un remplage correspondant percé dans le mur de fond vers le milieu du XIIIe siècle[6].
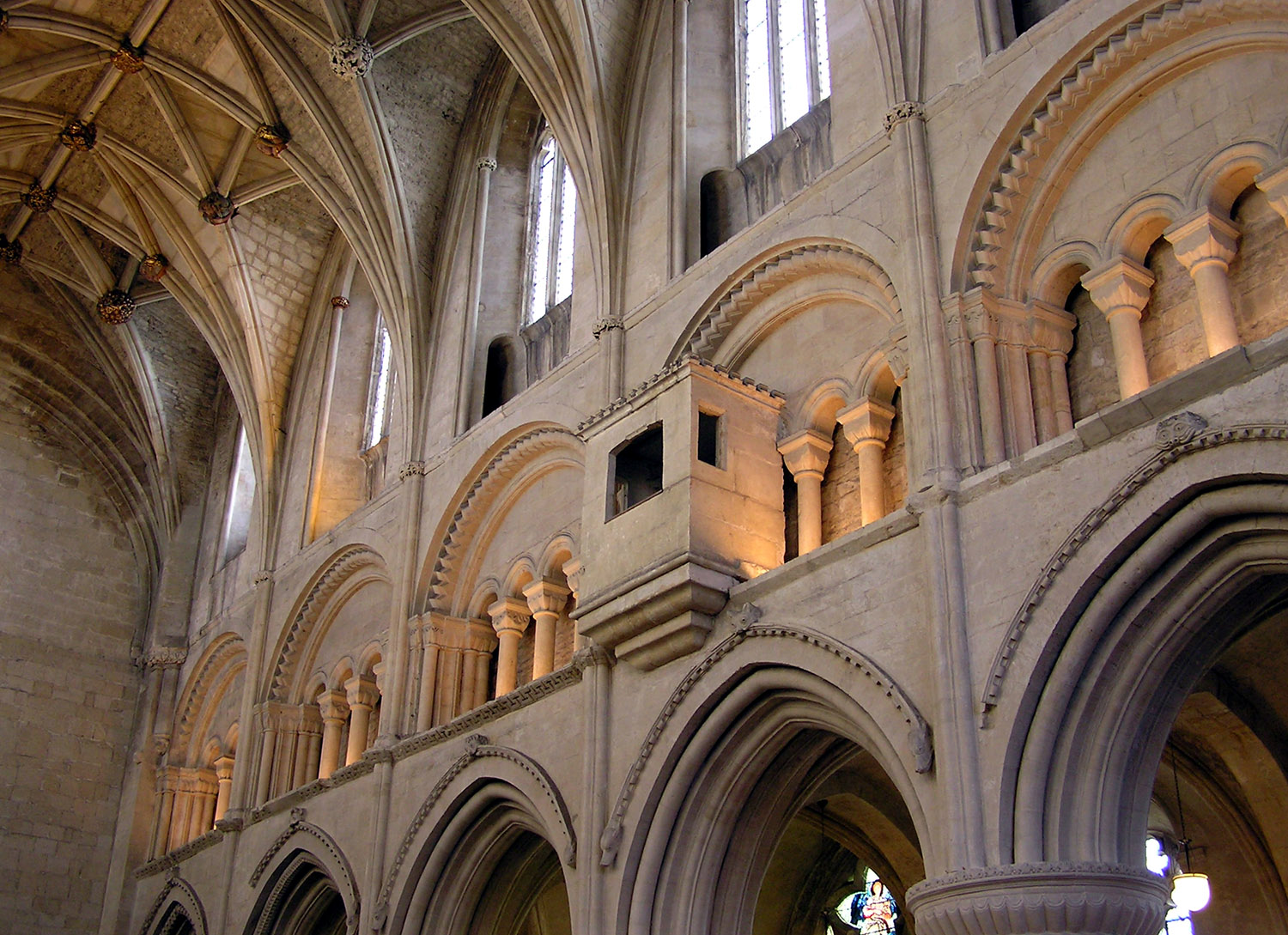
Triforium à quadruples arcatures réunies sous un arc de décharge, abbaye de Malmesbury.
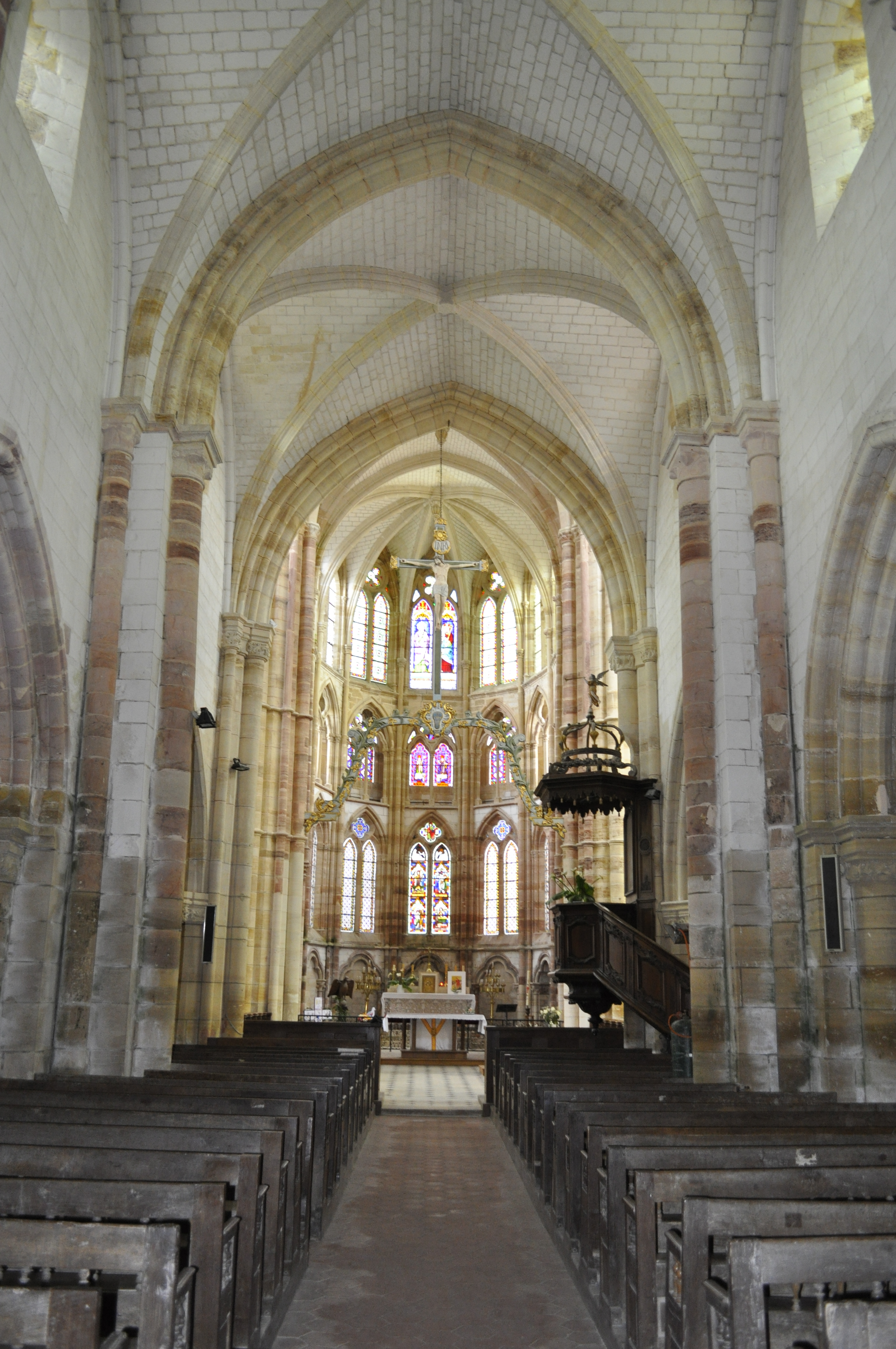
Gothique rayonnant du chœur qui présente une élévation à trois étages au-dessus d'un soubassement à arcatures aveugles : fenêtres basses, triforium à claire-voie et fenêtres hautes, église Saint-Amand.
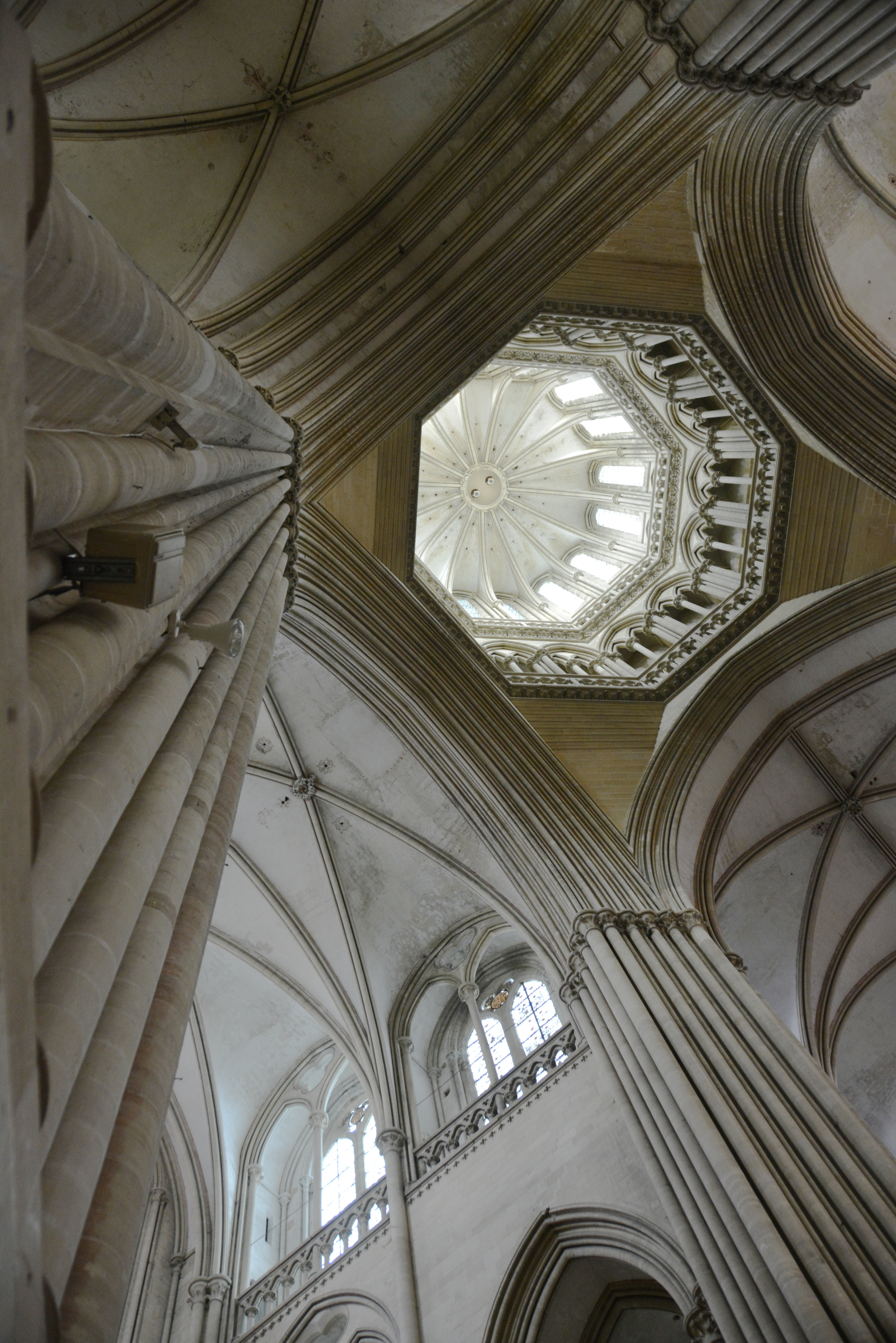
Triforium remplacé par une coursière à la base des fenêtres hautes, chœur de cathédrale de Coutances.
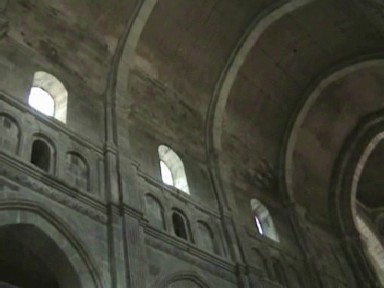
Faux triforium composé de triple arcature (aveugle et ajourée) par travée, cathédrale d'Autun.
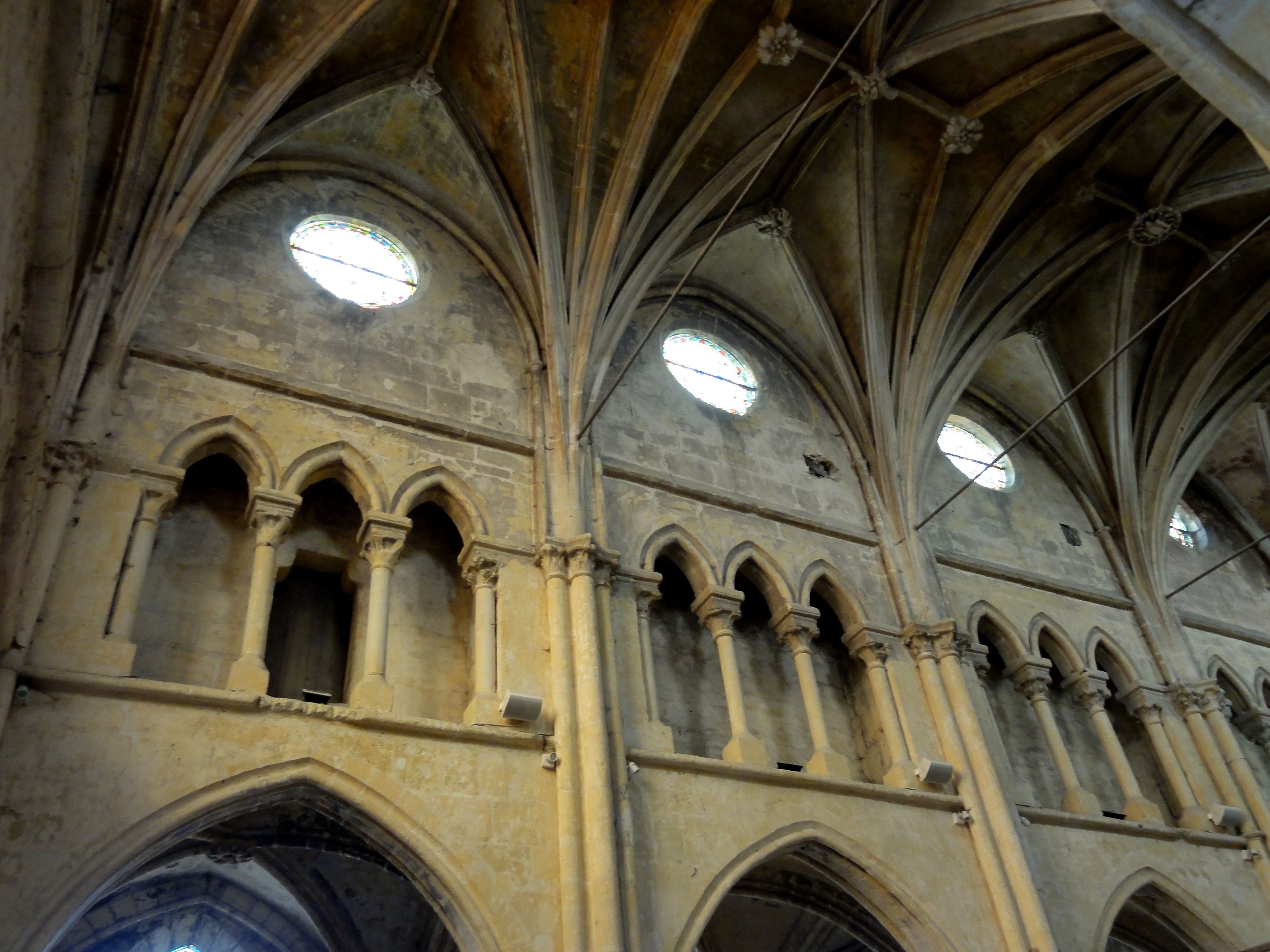
Faux triforium formé par trois arcades en tiers-point par travée, église Saint-Étienne de Marly-la-Ville.
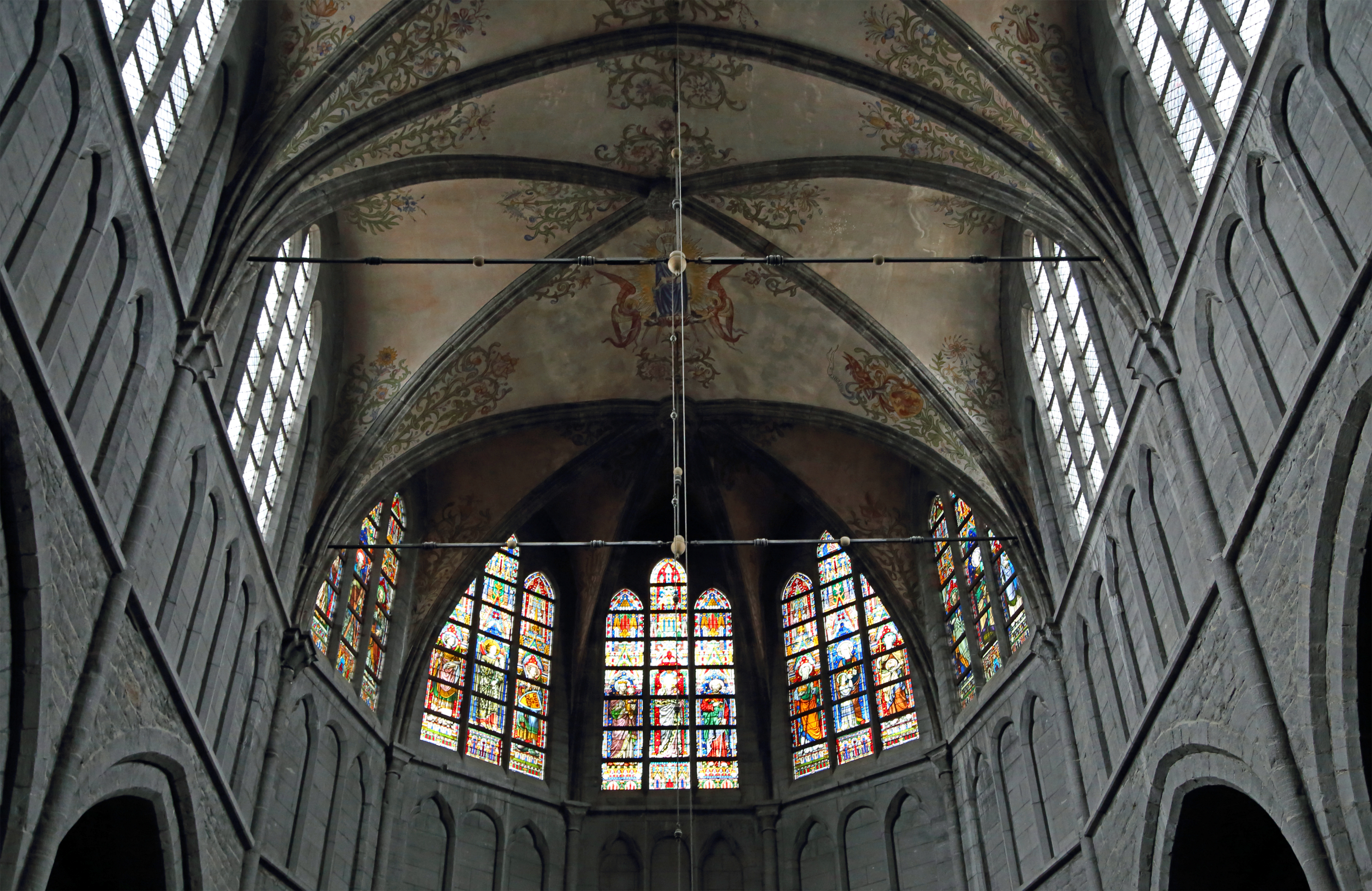
Faux triforium composé d'arcatures alternativement trilobées et en plein cintre entre deux bandeaux moulurés, basilique Saint-Materne.